# ジャン・ルーシュ
ジャン・ルーシュ（Jean Rouch、1917年5月31日 パリ - 2004年2月18日 ビルニンコニ）は、フランスの映画監督、文化人類学者である。ヌーヴェルヴァーグの映画作家として知られる。

## 来歴・人物
1917年5月31日、パリに生まれる。父は気象学者ジュール・ルーシュで、探検家でありモナコ海洋博物館（Musée océanographique de Monaco）館長であった。帆船「プルコワ・パ Pourquoi pas?」号に乗り、フランス極地探検隊（expéditions polaires françaises）にジャン＝バティスト・シャロー（Jean-Baptiste Charcot）とともに、1908年 - 1910年の南極探検に参加した人物である。南極から帰還したときに、ルーシュの母と出逢った。
マルセル・モースと、映画を用いた文化人類学研究を行ったマルセル・グリオール（Marcel Griaule）に学ぶ。その影響で土木技師となる。アフリカという主題との長い関係を始めたのは1941年、24歳のときで、当時フランス領西アフリカだったニジェールでの建設計画の現場監督をする民間の土木技師として仕事をしたあとのことである。しかしながら、わずかのちにフランスに帰還し、レジスタンス運動に参加した。戦後、ジャーナリストとしてフランス通信（AFP）と短い期間の仕事をし、アフリカに戻り、その地で影響力のある人類学者になり、ときおり議論をかもす映画作家となる。
1953年、国立科学研究センター（CNRS）で研究を任ぜられ、民族誌映画委員会（Comité du film ethnographique）を創設し、人類博物館（Musée de l'Homme）に籍を置き、そこにはエンリコ・フルキニョーニ（Enrico Fulchignoni）、モーリス・グリオール、アンドレ・ルロワ＝グーラン（André Leroi-Gourhan）、アンリ・ラングロワ、クロード・レヴィ＝ストロースが同じく在籍した。
ルーシュの作品は、ほとんどが「シネマ・ヴェリテ cinéma vérité」派に属している。この語は、社会学者のエドガール・モラン（Edgar Morin）が、1960年の『フランス・オプセルヴァトゥール France-Observateur』誌の記事でジガ・ヴェルトフ監督の『キノ・プラウダ』（1922年 - 1925年）に言及したときに使用したものである。もっとも知られた作品は、ヌーヴェルヴァーグの中心をなす作品である『ある夏の記録』（1961年）である。同作は、エドガール・モランと共同監督したものであり、現代フランスの社会生活を描き出したものである。ジャン＝リュック・ゴダールらが『カイエ・デュ・シネマ』誌にとりあげ、好評裡に論じた。
1964年秋、ヌーヴェルヴァーグを代表する監督たちによるオムニバス映画『パリところどころ』の撮影に参加した。第二話『北駅 Gare du Nord』を監督し、ルーシュのこの作品には、同作のプロデューサーであるバルベ・シュレデールも出演している。同作は、翌1965年、第15回ベルリン国際映画祭で上映された後、フランスでは同年5月19日より公開された。
キャリアを通じて、アフリカにおける生活をレポートするためにカメラを用いた。50年を超える長い期間で、120本にものぼる映画作品を生み出した。ドゴン族（Dogons）についての映画を多数撮り、そのなかでいくつかジェルメーヌ・ディテルラン（Germaine Dieterlen）との共同監督したものがある。
ヌーヴェルヴァーグの映画作家にとって一定のリファレンスであり、知性のしなやかさとことばの才能によって評判がよかった。シネマテーク・フランセーズの代表を5年間つとめた（1986年 - 1991年）。1993年、国際平和賞を受賞。映像人類学（anthropologie visuelle）のキーパーソンである。
2004年2月18日、ニジェールの中心地ビルニンコニから16キロほど離れた地点で、自動車事故に遭い死去した。86歳没。

## おもなフィルモグラフィ
- 狂気の主人公たち Les Maîtres Fous (The Mad Masters)　1954年
- Les Fils de l'eau　1955年
- ジャガー Jaguar　1955年 - 1967年
- 僕は黒人 Moi, un noir　1958年
- 人間ピラミッド La pyramide humaine　1959年
- ある夏の記録 Chronique d'un été (Chronicle of a Summer)　1961年　共同監督エドガール・モラン
- ライオン狩り La chasse au lion à l'arc　1965年
- パリところどころ Paris vu par...　オムニバス　1965年

第二話『北駅 Gare du Nord』　出演ナディーヌ・バロー、ジル・ケアン、バルベ・シュレデール
- ココリコ、ムッシュー・プーレ Cocorico M. Poulet　1974年
- マルセルモースの肖像　1975年
- Ciné-portrait de Margaret Mead　1977年　※マーガレット・ミードついてのドキュメンタリー
- Bougo, les funérailles du vieil Anaï　1979年

## 註
1. ↑  Kino-Pravda、ロシア語: Киноправда、「真実の映画」あるいは「映画的真実」の意、「シネマ・ヴェリテ cinéma vérité」と同義。

## 関連文献
- 千葉文夫・金子遊編, 『ジャン・ルーシュ─映像人類学の越境者』
- Jean Rouch, filmmaker
- "Verite Pioneer Jean Rouch" -  indieWIRE、Eugene Hernandezの記事
- "Jean Rouch: Cinéma-vérité,  Chronicle of a Summer and The Human Pyramid" Barbara Bruniの記事
- Brian Quist, Jean Rouch and the genesis of ethnofiction PDF - テーゼ